# Apo (Inca)
Apo was bij de Inca's een bestuursvorm. Apo regeerden als een soort onderkoning over een van de vier delen van het rijk. Vandaar de naam Tawantinsuyu, wat "het land van de vier kwartieren" betekent. De vier kwartieren waren Chinchasuyu (Noordwest), Antisuyu (Noordoost), Kuntisuyu (Zuidwest) en Collasuyu (Zuidoost).
De Apo woonden in Hanan Cuzco of Hoog Cuzco, in tegenstelling tot de lagere adel, die meestal aangetrouwd was, die in Hurin Cuzco, laag Cuzco, woonden.

## Trivia
- Met Apo wordt meestal de god van de bergen in de incamythologie bedoeld.